# Utu (concetto Maori)
Utu è un concetto maori, anche legale, di reciprocità o di equilibrio nei rapporti con gli altri.
Per conservare il proprio Mana bisogna rispondere in modo adeguato sia alle azioni amichevoli sia alle ostili.
Nel concetto Utu rientra la valutazione di ciò che è giusto fare sia per ricambiare le azioni gentili, sia per attuare una vendetta con i suoi effetti.
Per l'aspetto vendetta è analogo ai principi in uso in altre civiltà, come occhio per occhio o la legge del taglione.